# 東京都立芸術高等学校
東京都立芸術高等学校（とうきょうとりつ げいじゅつこうとうがっこう）は、かつて東京都目黒区大橋二丁目18番58号にあった東京都立高等学校。略称は芸高、または都芸。美術科および音楽科を有していた芸術高等学校であった。
2012年に閉校したが、建物は2024年の時点で転用されずに現存している。

## 設置学科
- 全日制課程
  - 美術科
    - 日本画コース
    - 油絵コース
    - 彫刻コース
    - デザインコース
    - 芸術学コース

  - 音楽科
    - 鍵盤楽器（ピアノ）コース
    - 弦楽器コース
    - 管弦楽器コース
    - 打楽器コース
    - 声楽コース
    - 楽理コース
    - 作曲コース

## 沿革
- 1950年（昭和25年）4月1日 - 東京都立駒場高等学校に芸術科設置（美術科・音楽科定員各20名）
- 1971年（昭和46年）4月1日 - 美術科・音楽科それぞれ1学級（40名）ずつとなる
- 1972年（昭和47年）4月1日 - 東京都立駒場高等学校より芸術科が独立し、東京都立芸術高等学校として発足。美術科・音楽科を設置。
- 2012年（平成24年）3月31日 - 東京都立芸術高等学校閉校。

## 総合芸術高等学校との関係
芸術高等学校の閉校後、その事務は東京都立総合芸術高等学校が承継した。総合芸術高等学校は、統合や名称変更ではないため願書や履歴書等で「東京都立芸術高等学校（現：東京都立総合芸術高等学校）卒業」などとすることは誤りである旨の案内を出している。
総合芸術高等学校は芸術高等学校の同窓会である緋水の事務局の住所を総合芸術高等学校内とすることを承認している。

## 著名な関係者

### 出身者
美術科
- 桜玉吉 - イラストレーター
- 林田球 - 漫画家
- 河内遙 - 漫画家
- 竹内佐千子 - 漫画家
- 永山裕子 (画家) - 画家
- 山口つばさ - 漫画家
- 奥村雄樹 - 美術家

音楽科
- 鮫島有美子 - ソプラノ歌手
- 木下牧子 - 作曲家［1975年卒、鍵盤楽器（ピアノ）専攻］
- 泰葉 - シンガーソングライター・タレント［声楽専攻］
- 岩代太郎 - 作曲家
- 竹田愛里 - 声優
- 上田真樹 - 作曲家
- Saori - ミュージシャン (SEKAI NO OWARI)
- 上野星矢 - フルート奏者
- 白崎彩子 - ジャズピアニスト
- 磯辺舞子 - バイオリニスト
- 円野つくし - ミュージカル俳優
- 小宮一浩 - テノール歌手、教員
- 窪田茜 - ピアニスト、(スタインウェイ・アンド・サンズ)栄誉教師
- 伊藤万桜- バイオリニスト
- 小野あつこ -『おかあさんといっしょ』第21代目うたのおねえさん
- 久保田千陽 - 作曲家、音楽プロデューサー、ピアニスト
- 石井琢磨 - ピアニスト